# 巴爾塔扎里夫卡
46°24′56″N 33°24′26″E / 46.41556°N 33.40722°E
巴爾塔扎里夫卡（烏克蘭語：Балтазарівка）是位於烏克蘭南部的村莊，由赫爾松州卡霍夫卡區的恰普林卡市鎮負責管轄。該村始建於1839年，面積40平方公里，海拔高度29米，2001年人口1,260，人口密度每平方公里31.5人。